# Элитная Лига чемпионов АФК
Элитная Лига чемпионов АФК (англ. AFC Champions League Elite) — главный клубный футбольный турнир, проводимый Азиатской конфедерацией футбола (АФК) среди победителей и призёров чемпионатов и обладателей кубков самых развитых в футбольном отношении стран Азии. Развитие страны и соответственно её представительство в Лиге чемпионов определяется по таблице коэффициентов АФК (см. ниже). С 2007 года в турнире участвуют клубы Австралии.
В 1967—1971 годах турнир назывался Азиатским клубным чемпионатом. В 1972—1985 годах турнир не проводился. В 1986—2002 годах турнир носил название Азиатский Кубок чемпионов. В 2003 году после слияния Азиатского Кубка чемпионов и Азиатского Кубка обладателей кубков турнир носил название Лига чемпионов АФК. В 2024 году турнир был реорганизован и носить нынешнее название.

## Формат
В сезоне 2009 формат и состав участников претерпел существенные изменения. Увеличилось общее количество участвующих команд, при этом уменьшилось число стран, команды которых имеют право участвовать в Лиге чемпионов.
В групповом этапе принимают участие 32 клуба, разбитые на 8 групп (по 4 группы для Западной и Восточной Азии) по 4 команды; по 2 лучшие проходят в плей-офф. Ещё одно нововведение — квалификационный раунд, в котором могут принять участие до 8 клубов (в сезоне 2009 — 5 клубов), 2 победителя проходят в групповой этап.
Для определения представительства стран в Лиге чемпионов был составлен новый рейтинг национальных лиг, состоящий из ряда критериев, не связанных со спортивными результатами, таких, например, как: уровень организации проведения чемпионатов национальной лигой, посещаемость матчей, уровень организации проведения матчей, уровень освещаемости внутренних соревнований СМИ, уровень развития стадионов и др.
| #  | Страна            | Рейтинг 2009 | Представительство | Представительство | Представительство | Представительство | Представительство | Представительство |
| #  | Страна            | Рейтинг 2009 | 2009              | 2009              | 2010              | 2010              | 2011              | 2011              |
| #  | Страна            | Рейтинг 2009 | Лига чемпионов    | Кубок АФК         | Лига чемпионов    | Кубок АФК         | Лига чемпионов    | Кубок АФК         |
| -- | ----------------- | ------------ | ----------------- | ----------------- | ----------------- | ----------------- | ----------------- | ----------------- |
| 1  | Япония            | 470          | 4                 | —                 | без изменений     | без изменений     | без изменений     | без изменений     |
| 2  | Республика Корея  | 441          | 4                 | —                 | без изменений     | без изменений     | без изменений     | без изменений     |
| 3  | Китай             | 431          | 4                 | —                 | без изменений     | без изменений     | без изменений     | без изменений     |
| 4  | Саудовская Аравия | 365          | 4                 | —                 | без изменений     | без изменений     | без изменений     | без изменений     |
| 5  | ОАЭ               | 356          | 3 + 1*            | —                 | без изменений     | без изменений     | без изменений     | без изменений     |
| 6  | Австралия         | 343          | 2                 | —                 | без изменений     | без изменений     | без изменений     | без изменений     |
| 7  | Иран              | 340          | 4                 | —                 | без изменений     | без изменений     | без изменений     | без изменений     |
| 8  | Индонезия         | 296          | 1 + 1*            | —                 | 1 + 1*            | 1                 | 1 + 1*            | 1                 |
| 9  | Узбекистан        | 289          | 2                 | 1                 | 2                 | 0 + 1**           | 2                 | 2                 |
| 10 | Сингапур          | 279          | 0 + 1*            | 1                 | 0 + 1*            | 1                 | —                 | 1                 |
| 11 | Катар             | 270          | 2                 | —                 | 2                 | 0 + 1**           | 2 + 1*            | —                 |
| 12 | Таиланд           | 221          | 0 + 1*            | 1                 | без изменений     | без изменений     | без изменений     | без изменений     |
| 13 | Индия             | 202          | 0 + 1*            | 1                 | без изменений     | без изменений     | без изменений     | без изменений     |
| 14 | Вьетнам           | 191          | —                 | 2                 | 0 + 1*            | 1                 | —                 | 2                 |

По сравнению с сезоном 2008:
- увеличилось до 4 команд представительство Ирана, Китая, Саудовской Аравии, Южной Кореи и Японии.
- ОАЭ имеет право выставить 3 команды в групповой раунд и 1 команды в квалификационный раунд;
- одна из двух команд Индонезии принимает участие в квалификационном раунде;
- представительство Таиланда сократилось до одной команды в квалификационном раунде;
- были исключены клубы из Вьетнама (изначально предполагалось, что Вьетнам получит одно из мест в квалификационном раунде, но рейтинг страны оказался недостаточным), Ирака, Кувейта, Сирии; они примут участие в Кубке АФК;
- Индия и Сингапур получили право выставить по одной команде в квалификационный раунд;
- финалисты Кубка АФК предыдущего сезона могут принять участие в квалификационном раунде (при условии удовлетворения их странами критериев Лиги чемпионов).

В сезоне 2010 формат и состав участников не претерпел существенных изменений. К участию в квалификационном раунде были допущены представитель Вьетнама и один из финалистов Кубка АФК. Также было решено, что с этого сезона при жеребьёвке четвертьфиналов турнира представители одной страны будут разведены в случае, если на эту стадию выйдут 2 представителя этой страны.
В ноябре 2009 года АФК утвердила новые критерии для национальных ассоциаций, представители которых принимают в континентальных клубных турнирах. К Лиге чемпионов 2012 будут допущены представители только тех стран, где в национальном первенстве участвуют не менее 12 клубов, количество матчей проводимых каждой командой не менее 33 и в составе каждой команды не менее 20 профессиональных футболистов. Полный список критериев можно найти на сайте АФК: Criteria for Participation in AFC Club Competitions.
Также было объявлено о заинтересованности 12 национальных ассоциаций (Вьетнама, Иордании, Ирака, Йемена, Малайзии, Мьянмы, Омана, Пакистана, Палестины, Сингапура, Таджикистана и Таиланда) в получении мест в Лиге чемпионов на постоянной основе.
В ноябре 2010 года было принято решение оставить представительство стран в турнире 2011 без изменения и дать заинтересованным странам время на соответствие критериям. Изменения коснулись только состава участников квалификационного раунда: Сингапур снял свою заявку на участие в розыгрыше,, Вьетнам был дисквалифицирован и вместо него для участия в квалификационном раунде был приглашён третий представитель Катара.
Следующее решение о представительстве стран в Лиге чемпионов будет принято в ноябре 2011 года, оно определит квоты на Лигу чемпионов 2012—2014 годов.

## Финалы
| Сезон                       | Победитель                        | Счёт                        | Финалист                       |
| Азиатский клубный чемпионат | Азиатский клубный чемпионат       | Азиатский клубный чемпионат | Азиатский клубный чемпионат    |
| --------------------------- | --------------------------------- | --------------------------- | ------------------------------ |
| 1967                        | Хапоэль (Тель-Авив)               | 2:1                         | Селангор (Шах-Алам)            |
| 1969                        | Маккаби (Тель-Авив)               | 1:0                         | Янджи                          |
| 1970                        | Эстеглал (Тегеран)                | 2:1                         | Хапоэль (Тель-Авив)            |
| 1971                        | Маккаби (Тель-Авив)               | 2:01                        | Аль-Шорта (Багдад)             |
| Азиатский Кубок чемпионов   |                                   |                             |                                |
| 1985/86                     | Дэу Ройалз (Пусан)                | 3:1                         | Аль-Ахли (Джидда)              |
| 1986/87                     | Фурукава Электрик (Итихара)       | 2                           | Аль-Хиляль (Эр-Рияд)           |
| 1987/88                     | Йомиури (Кавасаки)                | 3                           | Аль-Хиляль (Эр-Рияд)           |
| 1988/89                     | Аль-Садд (Доха)                   | 2:3, 1:0                    | Аль-Рашид (Багдад)             |
| 1989/90                     | Ляонин (Шэньян)                   | 2:1, 1:1                    | Ниссан (Йокогама)              |
| 1990/91                     | Эстеглал (Тегеран)                | 2:1                         | Ляонин (Шэньян)                |
| 1991/92                     | Аль-Хиляль (Эр-Рияд)              | 1:1 (п. 4:3)                | Эстеглал (Тегеран)             |
| 1992/93                     | ПАС (Тегеран)                     | 1:0                         | Аш-Шабаб (Эр-Рияд)             |
| 1993/94                     | Тай Фармерз Банк (Бангкок)        | 2:1                         | Оман Клаб (Маскат)             |
| 1994/95                     | Тай Фармерз Банк (Бангкок)        | 1:0                         | Аль-Араби (Доха)               |
| 1995/96                     | Ильхва Чхонма (Сеул)              | 1:0                         | Ан-Наср (Эр-Рияд)              |
| 1996/97                     | Пхохан Стилерс (Пхохан)           | 2:1                         | Чхонан Ильхва Чхонма (Чхонан)  |
| 1997/98                     | Пхохан Стилерс (Пхохан)           | 0:0 (п. 6:5)                | Далянь Ванда (Далянь)          |
| 1998/99                     | Джубило Ивата (Ивата)             | 2:1                         | Эстеглал (Тегеран)             |
| 1999/2000                   | Аль-Хиляль (Эр-Рияд)              | 3:2                         | Джубило Ивата (Ивата)          |
| 2000/01                     | Сувон Самсунг Блюуингз (Сувон)    | 1:0                         | Джубило Ивата (Ивата)          |
| 2001/02                     | Сувон Самсунг Блюуингз (Сувон)    | 0:0 (п. 4:2)                | Анян LG Читас (Анян)           |
| Лига чемпионов АФК          |                                   |                             |                                |
| 2002/03                     | Аль-Айн (Эль-Айн)                 | 2:0, 0:1                    | БЭК Теро Сасана (Бангкок)      |
| 2004                        | Аль-Иттихад (Джидда)              | 1:3, 5:0                    | Соннам Ильхва Чхонма (Соннам)  |
| 2005                        | Аль-Иттихад (Джидда)              | 1:1, 4:2                    | Аль-Айн (Эль-Айн)              |
| 2006                        | Чонбук Хёндэ Моторс (Чонджу)      | 2:0, 1:2                    | Аль-Карама (Хомс)              |
| 2007                        | Урава Ред Даймондс (Сайтама)      | 1:1, 2:0                    | Сепахан (Исфахан)              |
| 2008                        | Гамба Осака (Осака)               | 3:0, 2:0                    | Аделаида Юнайтед (Аделаида)    |
| 2009                        | Пхохан Стилерс (Пхохан)           | 2:1                         | Аль-Иттихад (Джидда)           |
| 2010                        | Соннам Ильхва Чхонма (Соннам)     | 3:1                         | Зоб Ахан (Исфахан)             |
| 2011                        | Аль-Садд (Доха)                   | 2:2 (п. 4:2)                | Чонбук Хёндэ Моторс (Чонджу)   |
| 2012                        | Ульсан Хёндэ (Ульсан)             | 3:0                         | Аль-Ахли (Джидда)              |
| 2013                        | Гуанчжоу Эвергранд (Гуанчжоу)     | 2:2, 1:14                   | Сеул (Сеул)                    |
| 2014                        | Уэстерн Сидней Уондерерс (Сидней) | 1:0, 0:0                    | Аль-Хиляль (Эр-Рияд)           |
| 2015                        | Гуанчжоу Эвергранд (Гуанчжоу)     | 0:0, 1:0                    | Аль-Ахли (Дубай)               |
| 2016                        | Чонбук Хёндэ Моторс (Чонбук)      | 2:1, 1:1                    | Аль-Айн (Эль-Айн)              |
| 2017                        | Урава Ред Даймондс (Сайтама)      | 1:1, 1:0                    | Аль-Хиляль (Эр-Рияд)           |
| 2018                        | Касима Антлерс (Касима)           | 2:0, 0:0                    | Персеполис (Тегеран)           |
| 2019                        | Аль-Хиляль (Эр-Рияд)              | 1:0, 2:0                    | Урава Ред Даймондс (Сайтама)   |
| 2020                        | Ульсан Хёндэ (Ульсан)             | 2:1                         | Персеполис (Тегеран)           |
| 2021                        | Аль-Хиляль (Эр-Рияд)              | 2:0                         | Пхохан Стилерс (Пхохан)        |
| 2022/23                     | Урава Ред Даймондс (Сайтама)      | 1:1, 1:0                    | Аль-Хиляль (Эр-Рияд)           |
| 2023/24                     | Аль-Айн (Эль-Айн)                 | 1:2, 5:1                    | Иокогама Ф. Маринос (Иокогама) |
| Элитная Лига чемпионов АФК  |                                   |                             |                                |
| 2024/25                     | Аль-Ахли (Джидда)                 | 2:0                         | Кавасаки Фронтале (Кавасаки)   |

## Победители и финалисты
| Клуб                                | Победа | проигрыш в финалах | Годы                                                    |
| ----------------------------------- | ------ | ------------------ | ------------------------------------------------------- |
| Аль-Хиляль (Эр-Рияд)                | 4      | 5                  | 1987, 1988, 1992, 2000, 2014, 2017, 2019, 2021, 2022/23 |
| Пхохан Стилерс (Пхохан)             | 3      | 1                  | 1997, 1998, 2009, 2021                                  |
| Урава Ред Даймондс (Сайтама)        | 3      | 1                  | 2007, 2017, 2019, 2022/23                               |
| Соннам Ильхва Чхонма (Соннам)       | 2      | 2                  | 1996, 1997, 2004, 2010                                  |
| Эстеглал (Тегеран)                  | 2      | 2                  | 1970, 1991, 1992, 1999                                  |
| Аль-Иттихад (Джидда)                | 2      | 1                  | 2004, 2005, 2009                                        |
| Чонбук Хёндэ Моторс (Чонджу)        | 2      | 1                  | 2006, 2011, 2016                                        |
| Маккаби (Тель-Авив)                 | 2      | 0                  | 1969, 1971                                              |
| Тай Фармерз Банк (Бангкок)          | 2      | 0                  | 1994, 1995                                              |
| Сувон Самсунг Блюуингз (Сувон)      | 2      | 0                  | 2001, 2002                                              |
| Аль-Садд (Доха)                     | 2      | 0                  | 1989, 2011                                              |
| Гуанчжоу Эвергранд (Гуанчжоу)       | 2      | 0                  | 2013, 2015                                              |
| Ульсан Хёндэ (Ульсан)               | 2      | 0                  | 2012, 2020                                              |
| Аль-Айн (Эль-Айн)                   | 2      | 2                  | 2003,2023/2024, 2005, 2016                              |
| Аль-Ахли (Джидда)                   | 1      | 2                  | 2025, 1986, 2012                                        |
| Джубило Ивата (Ивата)               | 1      | 2                  | 1999, 2000, 2001                                        |
| Хапоэль (Тель-Авив)                 | 1      | 1                  | 1967, 1970                                              |
| Ляонин (Шэньян)                     | 1      | 1                  | 1990, 1991                                              |
| Пусан Ай Парк (Пусан)               | 1      | 0                  | 1986                                                    |
| ДЖЕФ Юнайтед Итихара Тиба (Итихара) | 1      | 0                  | 1987                                                    |
| Токио Верди (Токио)                 | 1      | 0                  | 1988                                                    |
| ПАС (Тегеран)                       | 1      | 0                  | 1993                                                    |
| Гамба Осака (Осака)                 | 1      | 0                  | 2008                                                    |
| Уэстерн Сидней Уондерерс            | 1      | 0                  | 2014                                                    |
| Касима Антлерс                      | 1      | 0                  | 2018                                                    |
| Сеул (Сеул)                         |        | 2                  | 2002, 2013                                              |
| Персеполис (Тегеран)                |        | 2                  | 2018, 2020                                              |
| Селангор (Шах-Алам)                 |        | 1                  | 1967                                                    |
| Янджи                               |        | 1                  | 1968                                                    |
| Аль-Шорта (Багдад)                  |        | 1                  | 1971                                                    |
| Аль-Карх (Багдад)                   |        | 1                  | 1989                                                    |
| Йокогама Ф. Маринос (Йокогама)      |        | 1                  | 1990                                                    |
| Аш-Шабаб (Эр-Рияд)                  |        | 1                  | 1993                                                    |
| Оман Клаб (Маскат)                  |        | 1                  | 1994                                                    |
| Аль-Араби (Доха)                    |        | 1                  | 1995                                                    |
| Ан-Наср (Эр-Рияд)                   |        | 1                  | 1996                                                    |
| Далянь Шидэ (Далянь)                |        | 1                  | 1998                                                    |
| БЭК Теро Сасана (Бангкок)           |        | 1                  | 2003                                                    |
| Аль-Карама (Хомс)                   |        | 1                  | 2006                                                    |
| Сепахан (Исфахан)                   |        | 1                  | 2007                                                    |
| Аделаида Юнайтед (Аделаида)         |        | 1                  | 2008                                                    |
| Зоб Ахан (Исфахан)                  |        | 1                  | 2010                                                    |
| Аль-Ахли (Дубай)                    |        | 1                  | 2015                                                    |

### По странам
| Страна            | П  | Ф  |
| ----------------- | -- | -- |
| Республика Корея  | 12 | 7  |
| Япония            | 8  | 4  |
| Саудовская Аравия | 7  | 10 |
| Иран              | 3  | 6  |
| Китай             | 3  | 2  |
| Израиль           | 3  | 1  |
| Таиланд           | 2  | 1  |
| Катар             | 2  | 1  |
| ОАЭ               | 1  | 3  |
| Австралия         | 1  | 1  |
| Ирак              |    | 2  |
| Малайзия          |    | 1  |
| Оман              |    | 1  |
| Сирия             |    | 1  |

## Призовые деньги турнира
В Лиге чемпионов АФК командам-участникам начиная с группового этапа выплачиваются призовые деньги за победу и/или ничью, отдельные деньги для перелёта и проживания команд во время выездных матчей. Победитель Лиги чемпионов АФК получит 4 миллиона долларов США, финалист — два миллиона долларов США, полуфиналисты 250 000 долларов США и так далее.
Призовые деньги на сезон 2020 года.
| Этап                      | Призовые деньги                                | Деньги для выездных матчей |
| ------------------------- | ---------------------------------------------- | -------------------------- |
| Отборочный раунд          | Нет                                            | $40 000                    |
| Отборочный раунд плей-офф | Нет                                            | $40 000                    |
| Групповой этап            | За победу: $50 000 и за ничью: $10 000         | $60 200                    |
| 1/8 финала                | $100 000                                       | $60 000                    |
| 1/4 финала                | $150 000                                       | $60 000                    |
| 1/2 финала                | $250 000                                       | $60 000                    |
| Финал                     | Победитель: $4 миллиона, финалист: $2 миллиона | $120 000                   |

## Спонсоры и партнёры
Как и другие крупные международные футбольные турниры, Лига чемпионов АФК спонсируется крупными международными компаниями. Ниже представлен список основных спонсоров в сезоне 2016 года.
- Qatar National Bank
- Qatar Petroleum
- SDLG
- Tsingtao Brewery
- Emirates
- World Sport Group
- Pepsi
- Nike
- Asahi Breweries
- Konami
- Nikon
- Panasonic
- PES
- Seiko
- Yanmar

## Телевизионные трансляции
| Страна           | Телеканал         |
| ---------------- | ----------------- |
| ЛАГ              | beIN Sports       |
| Австралия        | Fox Sports        |
| Китай            | CCTV, PPTV        |
| Европейский союз | Eurosport         |
| Гонконг          | Now TV            |
| Индия            | Star Sports       |
| Индонезия        | Sindo TV          |
| Иран             | IRIB Varzesh      |
| Япония           | DAZN              |
| Малайзия         | TV3               |
| Республика Корея | JTBC Голф & Спорт |
| Таиланд          | Channel 7         |
| Узбекистан       | UzreportTV        |
| Россия           | Okko              |